# Feda'iyan-e Islam
Fedā'iyān-e Islam (en persa فدائیان اسلام) també Fadayyan-e Islam o en anglès "Fedayeen of Islam" (Devots de l'Islam) fou una organització politicomilitar iraniana de caràcter islamista, fundada el 1946 per l'estudiant de teologia Sayyid Mujtaba Mirlavhi (conegut com a Navab-e Safavi) i amb participació de gents del bazar de Teheran (els bazaris). El seu projecte era una regeneració de la puresa de l'islam, i el final de la influència occidental als països musulmans mitjançant l'atac als occidentals i als musulmans que els donaven cobertura o suport.
La seva primera gran acció fou l'atemptat realitzat pel fundador de l'organització contra el reformador religiós Ahmad Kasrawi (març de 1945) que no va morir. Un nou atemptat el febrer de 1946 fet per Hussein Emami, va aconseguir finalment l'objectiu, morint Kasrawi al palau de Justícia de Teheran. Sayyid Mujtaba Mirlavhi i alguns cooperadors foren arrestats però per la protecció que els va donar l'aiatol·là Abu l-Ghasem Kashani influent membre del parlament (i el seu col·laborador Khomeini entre d'altres) i una part dels bazaris, no es va trobar cap testimoni que volgués testimoniar; Emami com a sayyid descendent de la família del profeta, va demanar ser jutjat per un tribunal religiós, i ells i els seus companys foren alliberats, i a petició dels caps religiosos, amnistiats pel xà.
El 1949 van assassinar al ministre de la cort And al-Husayn Hazhir acusat de mantenir relacions amb l'estranger i de manipular les eleccions al Majlis (Parlament). Les eleccions foren anul·lades i en les següents el Front Nacional va obtenir força suport. El Dr. Mossadek va proposar la nacionalització del petroli cosa que tenia l'oposició del primer ministre el general Hajji Ali Ramzara, que fou assassinat per Khalil Tahmasbi. El següent primer ministre, Husayn Ala, va dimitir davant les amenaces dels Feda'iyan i llavors fou cridat al govern Mohammed Mossadek del Front Nacional. El juny de 1951 Sayyid Mujtaba Mirlavhi Navab-e Safavi fou detingut però el govern de Mossadek va contemporitzar. Com que Navab-e Safavi i Tahmasbi no eren alliberats, el febrer de 1952 un ministre, Husayn Fatimi, va patir un atemptat. L'aiatol·là Kashani aclamava als empresonats com herois i sota aquesta pressió el parlament va amnistiar (agost de 1952) a Tahmasbi (Navab-e Safavi ja havia estat alliberat). Però les amenaces del grup al govern van continuar per la no imposició de la xària, i finalment Mossadek va desterrar als principals membres a Bandar Abbas.
Enderrocat Mossadek el 1953 els Feda'iyan van disminuir la seva activitat. L'octubre de 1955 un atemptat contra el primer ministre Husayn Ala, que va fracassar, va servir de detonant per les persecucions. Navab-e Safavi, Tahmasbi, Emami i Wahidi (i altres) foren empresonats i executats. El grup va desaparèixer pràcticament de la vida pública però sota la guia espiritual de l'aiatol·là Ruhollah Khomeini i l'aiatol·là Sadegh Khalkhali va continuar funcionant; els seus membres van assassinar al primer ministre Hassan Ali Mansour el 1965 que hauria estat condemnat a mort per una cort islàmica secreta formada pels khomeinistes Morteza Motahhari i l'aiatol·là Mohammad Beheshti. Els autors (Mohammad Bokara'i, Morteza Niknezhad i Reza Saffar-Harandi) foren arrestats en secret i Khomeini enviat a l'exili.